# 13001 Woodney
13001 Woodney è un asteroide della fascia principale. Scoperto nel 1981, presenta un'orbita caratterizzata da un semiasse maggiore pari a 2,3262939 UA e da un'eccentricità di 0,1569953, inclinata di 3,76279° rispetto all'eclittica.